# Karimata-Straße
Die Karimata-Straße ist eine Meerenge zwischen den Inseln Sumatra und Borneo, die die Javasee mit dem Südchinesischen Meer verbindet. In ihr befinden sich die Inseln Bangka, Belitung sowie die Karimata-Inseln. Auf der etwa 207 km breiten Meerstraße verläuft der Äquator. Zwischen Bangka und Belitung verläuft als Seitenweg die Gaspar-Straße.